# Aeluroglena cucullata
Genre
Espèce
Statut de conservation UICN

 DD  : Données insuffisantes
Aeluroglena cucullata, unique représentant du genre Aeluroglena, est une espèce de serpents de la famille des Colubridae.

## Répartition
Cette espèce se rencontre en Éthiopie et dans le nord de la Somalie.

## Publication originale
- Boulenger, 1898 : On a second collection of reptiles made by Mr. E. Lord-Phillips in Somaliland. Annals and Magazine of Natural History, ser. 7, vol. 2, p. 130-133 (texte intégral).